# 王天锡
王天锡（1893年—1979年），原名天德，字纯武，男，侗族，贵州天柱人，国民革命军陆军中将。

## 生平
贵州讲武堂毕业。 1922年任孙中山大元帅府第2纵队1团团长，后任黔军第2师4旅旅长，1926年任国民革命军第10军28师师长、副军长，参加北伐战争，1927年9月辞职，寓居大连，1929年协助冯玉祥反蒋，任第6路前敌总指挥，1930年参加中原大战，失败后脱离冯部，1931年投奔广东陈济棠部，任第55军军长兼第1路前敌总指挥，继续反蒋，两广反蒋失败后，回乡闲居，1933年任贵州省政府警务处长兼贵阳警备司令，1935年弃职回乡，1942年任兵役部兵役专员，不久自动解职回乡，1944年任第49军前线总指挥官，在湘桂指挥抗战，抗战胜利后辞职返乡，1949年4月拒绝出任军长，11月4日拒绝参加叛乱，在贵州天柱迎接解放。 建国后历任西南军政委员会委员，西南民族事务委员会委员，贵州省人民政府委员，贵州省民委委员，贵州省政协委员，民革贵州省委委员。1957年被错划为右派。1979年8月4日在贵阳病逝。

## 身后
1980年平反。

## 亲属
兄长王天培，中华民国军事将领，黔军及国民革命军第十军指挥官。